# Der Musikfeind
Der Musikfeind är en operett med musik och libretto av Richard Genée. Den hade premiär den 8 februari 1862 på Mecklenburgisches Staatstheater Schwerin i Schwerin.

## Historia
Trots de älskansvärda och tilltalande melodierna anses detta stycke vara rätt anspråkslöst, särskilt på grund av handlingen. På grund av den orsaken är verket sedan länge försvunnet från operettscenen, även om det definitivt kan räknas till de klassiska wieneroperetterna.

## Personer
- Herr Hammer, rentier
- Ida, hans brorsdotter
- Alfred Noll, komponist

## Handling
Herr Hammer är rik och bor ensam med sin brorsdotter på sin stora lantgård. En liten lägenhet har precis blivit ledig och han vill hyra ut den igen. Eftersom han själv avskyr musik i någon form och inte tolererar någon i sin närvaro, är det bara en helt omusikalisk hyresgäst som kan komma i fråga.
Ida älskar kompositören Alfred Moll och råder honom att anmäla sig till hennes farbror som musikhatande hyresgäst. Hammer blev som ung en gång utskrattad av musiker och har sedan dess avstått från allt musikaliskt. För att övertyga farbrodern är följande plan uttänkt:
När farbrodern återvänder från sin dagliga promenad presenterar Moll sig som den nya hyresgästen. Genom att ställa frågor blir Hammer förvissad om att han har träffat på en omusikalisk person och hyr ut lägenheten till honom. Hammer är entusiastisk över sin omusikaliska hyresgäst och tillåter sin brorsdotter att gifta sig med sin älskade kompositör om han (farbrodern) någonsin skulle avstå från sitt hat mot musik.
När Hammer lämnar huset igen lär Ida sin älskade en sång som Hammers mamma brukade sjunga för sin son. När Hammer kommer tillbaka återhämtar han sig i fåtöljen och somnar. Nu smyger Ida och Alfred in i rummet och sjunger mjukt den här låten för honom. Hammer börjar sjunga med medan han halvt sover. Väl vaken avstår farbrodern från sitt musikhat och ger sin välsignelse till äktenskapet mellan de två.